# Callinicus (prince de Commagène)
Pour les articles homonymes, voir Callinicus (homonymie).
Callinicus (en grec: ο Кαλλίνικος, Kallinikos) était un prince du Royaume de Commagène, qui a vécu au Ier siècle. Callinicus était le deuxième fils du roi Antiochos IV de Commagène et de la reine Iotapa de Commagène (en). Ses parents étaient pleinement frères et sœurs. C'étaient des rois de Commagène clients de Rome qui vivaient sous l'empire romain au Ier siècle. Son frère aîné était le prince Caius Iulius Archelaus Antiochus Epiphanes et le plus jeune enfant était la princesse Iotapa. Lors de la destitution de son père en 72/73, Callinicus et son frère aîné Épiphane ont vainement tenté de s'opposer à la prise du royaume par les armées romaines conduites par le gouverneur de Syrie, Lucius Caesennius Paetus.
Un temps réfugiés auprès du roi parthe Vologèse Ier, Vespasien a accepté qu'il revienne à Rome ainsi que son frère, où il semble avoir vécu paisiblement, au moins jusqu'à la mort de son père.

## Éléments de biographie
Callinicus est d'ascendance arménienne, grecque et mède. Grâce à son ancêtre de Commagène, la reine Laodicé VII Théa Philadelphe de Commagène, qui était la mère du roi Antiochos Ier Theos de Commagène, il est un descendant direct du royaume hellénistique syrien de l'Empire séleucide. Le nom de naissance de Callinicus était peut-être Caius Iulius Callinicus. Il a probablement été nommé Callinicus en l'honneur de son ancêtre le roi Mithridate Ier Kallinicos Philhellène Philorhomaios, qui était le père du roi Antiochos Ier de Commagène. Callinicus est la deuxième personne dans la famille royale de Commagène à porter ce nom. Il est tout simplement connu comme Callinicus.
Il est très probablement né à Samosate, la capitale du Royaume de Commagène. Sa mère est morte vers 52 et c'est son père qui l'a élevé. Malheureusement, on en sait plus sur son frère aîné et sa sœur cadette, que sur Callinicus.
Alors que son père, le roi de Commagène Antiochos IV, a pris le parti de l'empereur romain Vespasien lorsque ce dernier est proclamé empereur (juillet 69) et qu'il a envoyé des forces commandées par son fils Épiphane pour aider le prince Titus durant le siège de Jérusalem,, il est accusé en 72 de préparer une alliance avec les Parthes. Lucius Caesennius Paetus, le gouverneur de Syrie, écrit une lettre à l'empereur Vespasien accusant Antiochos et ses deux fils, Épiphane et Callinicus, de conspirer avec les Parthes contre les Romains. Du fait de la clémence dont va faire preuve Vespasien, on ne sait pas si ces accusations étaient vraies ou fausses. Après avoir pris connaissance des informations fournies par Paetius, Vespasien a estimé qu'il ne pouvait plus faire confiance à la famille d'Antiochos IV pour protéger le passage stratégique de l'Euphrate à Samosate. Vespasien qui a accordé du crédit à la lettre de Paetus, lui a alors dit d'agir comme il l'entendait pour résoudre ce grave problème.
Paetus a alors envahi le royaume de Commagène, à la tête de la Legio VI Ferrata. Les rois clients Aristobule de Chalcis et Sohaemus d'Émèse ont également fourni des troupes à Paetus. Antiochos IV a quitté Samosate, mais ses deux fils Épiphane et Callinicus ont mobilisé leurs forces pour un affrontement. Les fils d'Antiochos ont fui en Parthie après une brève bataille au résultat incertain contre les troupes Romaines. Vespasien a alors ré-annexé le territoire de Commagène à la Syrie.
Antiochos a fui à Tarse en Cilicie. Un temps arrêté par Paetus, il a obtenu de Vespasien d'être libéré et de pouvoir vivre à Sparte avec des revenus que lui a fournis l'empereur. Il a alors plaidé auprès de l'empereur que ni lui, ni sa famille n'ont jamais désiré provoquer une guerre contre Rome. Lorsque ses fils sont revenus de leur exil, Vespasien les a paisiblement fait conduire à Rome, sous escorte militaire. Antiochos les a alors rejoint. 
Callinicus, Epiphane et sa famille ainsi qu'Antiochos IV ont alors vécu à Rome, où Antiochos est mort à une date inconnue. Vespasien leur a attribué un revenu suffisant pour vivre. Antiochos IV et sa famille y auraient eu une vie agréable et ont été traités avec un grand respect. Ils ne sont jamais revenus en Commagène et les citoyens de Commagène se sont avérés être des loyaux sujets de l'Empire romain. Après la mort d'Antiochos IV, Epiphane et sa famille ont déménagé et se sont installés à Athènes. On ignore si Callinicus a suivi le même chemin, car il disparaît de l'histoire avant la mort d'Antiochos.

## Arbre généalogique
|  |  |  |  |                                |                                |                                |                                | Antiochos III de Commagène roi de 12 à 17 | Antiochos III de Commagène roi de 12 à 17 | Antiochos III de Commagène roi de 12 à 17 | Antiochos III de Commagène roi de 12 à 17 | Antiochos III de Commagène roi de 12 à 17                      | Antiochos III de Commagène roi de 12 à 17                      |                                                                |                                                                |                                                                |                                                                |  |  |              |              |              |              |                                              |                                              | Aka II de Commagène (it)                     | Aka II de Commagène (it)                     | Aka II de Commagène (it)                              | Aka II de Commagène (it)                              | Aka II de Commagène (it)                              | Aka II de Commagène (it)                              |                                                       |                                                       |  |  |                                                |                                                | Tiberius Claudius Thrasyllus                   | Tiberius Claudius Thrasyllus                   | Tiberius Claudius Thrasyllus                   | Tiberius Claudius Thrasyllus                   | Tiberius Claudius Thrasyllus | Tiberius Claudius Thrasyllus |
|  |  |  |  |                                |                                |                                |                                | Antiochos III de Commagène roi de 12 à 17 | Antiochos III de Commagène roi de 12 à 17 | Antiochos III de Commagène roi de 12 à 17 | Antiochos III de Commagène roi de 12 à 17 | Antiochos III de Commagène roi de 12 à 17                      | Antiochos III de Commagène roi de 12 à 17                      |                                                                |                                                                |                                                                |                                                                |  |  |              |              |              |              |                                              |                                              | Aka II de Commagène (it)                     | Aka II de Commagène (it)                     | Aka II de Commagène (it)                              | Aka II de Commagène (it)                              | Aka II de Commagène (it)                              | Aka II de Commagène (it)                              |                                                       |                                                       |  |  |                                                |                                                | Tiberius Claudius Thrasyllus                   | Tiberius Claudius Thrasyllus                   | Tiberius Claudius Thrasyllus                   | Tiberius Claudius Thrasyllus                   | Tiberius Claudius Thrasyllus | Tiberius Claudius Thrasyllus |
|  |  |  |  |                                |                                |                                |                                |                                           |                                           |                                           |                                           |                                                                |                                                                |                                                                |                                                                |                                                                |                                                                |  |  |              |              |              |              |                                              |                                              |                                              |                                              |                                                       |                                                       |                                                       |                                                       |                                                       |                                                       |  |  |                                                |                                                |                                                |                                                |                                                |                                                |                              |                              |
|  |  |  |  |                                |                                |                                |                                |                                           |                                           |                                           |                                           |                                                                |                                                                |                                                                |                                                                |                                                                |                                                                |  |  |              |              |              |              |                                              |                                              |                                              |                                              |                                                       |                                                       |                                                       |                                                       |                                                       |                                                       |  |  |                                                |                                                |                                                |                                                |                                                |                                                |                              |                              |
|  |  |  |  |                                |                                |                                |                                |                                           |                                           |                                           |                                           |                                                                |                                                                |                                                                |                                                                |                                                                |                                                                |  |  |              |              |              |              |                                              |                                              |                                              |                                              |                                                       |                                                       |                                                       |                                                       |                                                       |                                                       |  |  |                                                |                                                |                                                |                                                |                                                |                                                |                              |                              |
|  |  |  |  | Iotape de Commagène            | Iotape de Commagène            | Iotape de Commagène            | Iotape de Commagène            | Iotape de Commagène                       | Iotape de Commagène                       |                                           |                                           | Antiochos IV de Commagène roi de 38 à 72                       | Antiochos IV de Commagène roi de 38 à 72                       | Antiochos IV de Commagène roi de 38 à 72                       | Antiochos IV de Commagène roi de 38 à 72                       | Antiochos IV de Commagène roi de 38 à 72                       | Antiochos IV de Commagène roi de 38 à 72                       |  |  | Capitolina ? | Capitolina ? | Capitolina ? | Capitolina ? | Capitolina ?                                 | Capitolina ?                                 |                                              |                                              | Tiberius Claudius Balbilus Préfet d'Égypte de 55 à 59 | Tiberius Claudius Balbilus Préfet d'Égypte de 55 à 59 | Tiberius Claudius Balbilus Préfet d'Égypte de 55 à 59 | Tiberius Claudius Balbilus Préfet d'Égypte de 55 à 59 | Tiberius Claudius Balbilus Préfet d'Égypte de 55 à 59 | Tiberius Claudius Balbilus Préfet d'Égypte de 55 à 59 |  |  | Claudia Thrasylla                              | Claudia Thrasylla                              | Claudia Thrasylla                              | Claudia Thrasylla                              | Claudia Thrasylla                              | Claudia Thrasylla                              |                              |                              |
|  |  |  |  | Iotape de Commagène            | Iotape de Commagène            | Iotape de Commagène            | Iotape de Commagène            | Iotape de Commagène                       | Iotape de Commagène                       |                                           |                                           | Antiochos IV de Commagène roi de 38 à 72                       | Antiochos IV de Commagène roi de 38 à 72                       | Antiochos IV de Commagène roi de 38 à 72                       | Antiochos IV de Commagène roi de 38 à 72                       | Antiochos IV de Commagène roi de 38 à 72                       | Antiochos IV de Commagène roi de 38 à 72                       |  |  | Capitolina ? | Capitolina ? | Capitolina ? | Capitolina ? | Capitolina ?                                 | Capitolina ?                                 |                                              |                                              | Tiberius Claudius Balbilus Préfet d'Égypte de 55 à 59 | Tiberius Claudius Balbilus Préfet d'Égypte de 55 à 59 | Tiberius Claudius Balbilus Préfet d'Égypte de 55 à 59 | Tiberius Claudius Balbilus Préfet d'Égypte de 55 à 59 | Tiberius Claudius Balbilus Préfet d'Égypte de 55 à 59 | Tiberius Claudius Balbilus Préfet d'Égypte de 55 à 59 |  |  | Claudia Thrasylla                              | Claudia Thrasylla                              | Claudia Thrasylla                              | Claudia Thrasylla                              | Claudia Thrasylla                              | Claudia Thrasylla                              |                              |                              |
|  |  |  |  |                                |                                |                                |                                |                                           |                                           |                                           |                                           |                                                                |                                                                |                                                                |                                                                |                                                                |                                                                |  |  |              |              |              |              |                                              |                                              |                                              |                                              |                                                       |                                                       |                                                       |                                                       |                                                       |                                                       |  |  |                                                |                                                |                                                |                                                |                                                |                                                |                              |                              |
|  |  |  |  |                                |                                |                                |                                |                                           |                                           |                                           |                                           |                                                                |                                                                |                                                                |                                                                |                                                                |                                                                |  |  |              |              |              |              |                                              |                                              |                                              |                                              |                                                       |                                                       |                                                       |                                                       |                                                       |                                                       |  |  |                                                |                                                |                                                |                                                |                                                |                                                |                              |                              |
|  |  |  |  | Callinicus prince de Commagène | Callinicus prince de Commagène | Callinicus prince de Commagène | Callinicus prince de Commagène | Callinicus prince de Commagène            | Callinicus prince de Commagène            |                                           |                                           | Caius Iulius Archelaus Antiochus Epiphanes prince de Commagène | Caius Iulius Archelaus Antiochus Epiphanes prince de Commagène | Caius Iulius Archelaus Antiochus Epiphanes prince de Commagène | Caius Iulius Archelaus Antiochus Epiphanes prince de Commagène | Caius Iulius Archelaus Antiochus Epiphanes prince de Commagène | Caius Iulius Archelaus Antiochus Epiphanes prince de Commagène |  |  |              |              |              |              | Claudia Capitolina                           | Claudia Capitolina                           | Claudia Capitolina                           | Claudia Capitolina                           | Claudia Capitolina                                    | Claudia Capitolina                                    |                                                       |                                                       |                                                       |                                                       |  |  | Marcus Iunius Rufus Préfet d'Égypte de 94 à 98 | Marcus Iunius Rufus Préfet d'Égypte de 94 à 98 | Marcus Iunius Rufus Préfet d'Égypte de 94 à 98 | Marcus Iunius Rufus Préfet d'Égypte de 94 à 98 | Marcus Iunius Rufus Préfet d'Égypte de 94 à 98 | Marcus Iunius Rufus Préfet d'Égypte de 94 à 98 |                              |                              |
|  |  |  |  | Callinicus prince de Commagène | Callinicus prince de Commagène | Callinicus prince de Commagène | Callinicus prince de Commagène | Callinicus prince de Commagène            | Callinicus prince de Commagène            |                                           |                                           | Caius Iulius Archelaus Antiochus Epiphanes prince de Commagène | Caius Iulius Archelaus Antiochus Epiphanes prince de Commagène | Caius Iulius Archelaus Antiochus Epiphanes prince de Commagène | Caius Iulius Archelaus Antiochus Epiphanes prince de Commagène | Caius Iulius Archelaus Antiochus Epiphanes prince de Commagène | Caius Iulius Archelaus Antiochus Epiphanes prince de Commagène |  |  |              |              |              |              | Claudia Capitolina                           | Claudia Capitolina                           | Claudia Capitolina                           | Claudia Capitolina                           | Claudia Capitolina                                    | Claudia Capitolina                                    |                                                       |                                                       |                                                       |                                                       |  |  | Marcus Iunius Rufus Préfet d'Égypte de 94 à 98 | Marcus Iunius Rufus Préfet d'Égypte de 94 à 98 | Marcus Iunius Rufus Préfet d'Égypte de 94 à 98 | Marcus Iunius Rufus Préfet d'Égypte de 94 à 98 | Marcus Iunius Rufus Préfet d'Égypte de 94 à 98 | Marcus Iunius Rufus Préfet d'Égypte de 94 à 98 |                              |                              |
|  |  |  |  |                                |                                |                                |                                |                                           |                                           |                                           |                                           |                                                                |                                                                |                                                                |                                                                |                                                                |                                                                |  |  |              |              |              |              |                                              |                                              |                                              |                                              |                                                       |                                                       |                                                       |                                                       |                                                       |                                                       |  |  |                                                |                                                |                                                |                                                |                                                |                                                |                              |                              |
|  |  |  |  |                                |                                |                                |                                |                                           |                                           |                                           |                                           |                                                                |                                                                |                                                                |                                                                |                                                                |                                                                |  |  |              |              |              |              |                                              |                                              |                                              |                                              |                                                       |                                                       |                                                       |                                                       |                                                       |                                                       |  |  |                                                |                                                |                                                |                                                |                                                |                                                |                              |                              |
|  |  |  |  |                                |                                |                                |                                |                                           |                                           |                                           |                                           | Julia Balbilla                                                 | Julia Balbilla                                                 | Julia Balbilla                                                 | Julia Balbilla                                                 | Julia Balbilla                                                 | Julia Balbilla                                                 |  |  |              |              |              |              | Caius Iulius Antiochus Epiphanes Philopappus | Caius Iulius Antiochus Epiphanes Philopappus | Caius Iulius Antiochus Epiphanes Philopappus | Caius Iulius Antiochus Epiphanes Philopappus | Caius Iulius Antiochus Epiphanes Philopappus          | Caius Iulius Antiochus Epiphanes Philopappus          |                                                       |                                                       |                                                       |                                                       |  |  |                                                |                                                |                                                |                                                |                                                |                                                |                              |                              |